# Auxiliadoras de María
La Sociedad de las Auxiliadoras de María (oficialmente en inglés: Society of the Helpers of Mary) es una congregación religiosa católica femenina de vida apostólica y de derecho pontificio, fundada por la religiosa alemana Anna Huberta Roggendorf, en Andheri (India), en 1938. A las religiosas de este instituto se les conoce como auxiliadoras de María y posponen a sus nombres las siglas S.H.M.

## Historia
Los orígenes de la congregación se remontan a la llegada de la religiosa alemana Anna Uberta Roggendorf, de las Hijas de la Cruz, a la localidad de Andheri, en India. En 1938, Roggendorf abrió una escuela en ese sitio para la enseñanza y cuidado de las huérfanas, confiando la administración a un grupo de jóvenes deseosas de consagrarse al servicio de los pobres. Anna Uberta dejó India a causa de una enfermedad, llevando consigo a la destrucción de la obra. A su retorno en 1954, la religiosa emprendió de nuevo la fundación del instituto, con la ayuda de los jesuitas. El 25 de marzo de 1982, la sociedad se transformó en congregación religiosa. La Santa Sede le dio la aprobación pontificia en 2001.

## Organización
La Sociedad de Auxiliadoras de María es un instituto religioso centralizado, cuyo gobierno es ejercido por una superiora general coadyuvada de consejo, elegida para un periodo de seis años. La sede central se encuentra en Andheri.
Las auxiliadoras de María se dedican a la evangelización y a las obras de caridad, en hospitales, escuelas y centros de enseñanza. En 2015, la congregación contaba con unas 328 religiosas y 63 comunidades, presentes en India, Etiopía e Italia.